# Paolo Simoni
Paolo Simoni (Comacchio, 8 gennaio 1985) è un cantautore e musicista italiano.

## Biografia
Paolo Simoni nasce l'8 gennaio 1985 a Comacchio (FE), e precisamente a Porto Garibaldi, frazione sulla riviera Adriatica.
Sin da piccolo si appassiona di musica e parole. Ha frequentato il Conservatorio di Ferrara dove ha studiato pianoforte e teoria musicale. È allievo del maestro Pasquale Morgante con cui, più tardi, perfeziona lo studio dello strumento e della composizione musicale, e di Iskra Menarini, con cui ha studiato canto moderno.

### Gli esordi e il primo album
Nel 2000 si iscrive e partecipa all'Accademia della Canzone di Sanremo.
Nel 2004 consegue il diploma di sassofono presso la Scuola di Musica Moderna di Ferrara. Nello stesso anno si iscrive e vince al Festival di San Marino classificandosi al secondo posto. In questa occasione si esibisce a Milano in piazza Duomo con altri artisti del panorama musicale italiano e nella stessa stagione partecipa al TIM tour. Qui il sodalizio discografico con la Warner Music. La grande familiarità con la musica d'autore italiana lo porta a suonare in vari club e feste come jukebox e in altrettante serate per intrattenere gli amici. L'anno successivo viene invitato al Buskers Festival di Ferrara.
Simoni pubblica il suo primo disco nel 2007, Mala tempora. L'anno successivo arriva tra i finalisti del Premio Tenco per miglior opera prima.
Nel 2009 al Festival degli Autori di Sanremo, è vincitore del premio per il miglior arrangiamento musicale nella sezione Big e nello stesso anno arriva vincitore anche a Musicultura (Premio Recanati) con il brano Fiori su sassi.
Ha collaborato con Mauro Pagani per la presentazione del libro "Foto di gruppo con chitarrista". Ha suonato dal vivo con Massimo Ranieri e con Giorgio Conte.
Nel giugno 2010 apre il Tour Stadi 2010 di Luciano Ligabue esibendosi a San Siro e allo Stadio Olimpico.

### L'incontro con Lucio Dalla e la partecipazione al Festival
Nell'estate 2011 pubblica il singolo Crisi. Dall'incontro con Claudio Maioli (manager di Luciano Ligabue) nasce il secondo lavoro discografico intitolato Ci voglio ridere su approdando in Sony Music. L'album contiene anche il brano Io sono io e tu sei tu in cui il cantautore duetta con Lucio Dalla. Il videoclip del brano, registrato con Dalla, viene pubblicato a pochi mesi dalla scomparsa del cantautore bolognese.
Il 3 dicembre 2012 viene comunicata la sua ammissione al Festival di Sanremo 2013 nella categoria Giovani con il brano Le parole. La redazione musical-letteraria del Premio Lunezia decreta il testo de Le parole tra i più belli delle canzoni in gara al Festival di Sanremo 2013 per «la sua capacità di descrivere le potenzialità di questo strumento della fonetica».
Il 14 febbraio 2013 esce Ci voglio ridere su – Le parole Edition (Sony Music), la nuova edizione del disco con il brano del Festival di Sanremo 2013 Le Parole e un secondo inedito dal titolo E perché mai dovrei scendere dalle nuvole? Nel 2013 si esibisce al Blue Note a Milano, al 4 marzo (Ciao Lucio) su Rai 1, al Premio Giorgio Gaber 2013.
Sempre nell'estate 2013 viene selezionato come concorrente nella categoria Giovani per il Summer Festival con il brano Ettore.

### Il ritorno in Warner conSi narra di rane che hanno visto il mare
Dal 4 aprile 2014 è in rotazione radiofonica il singolo Che stress che vede il ritorno dell'artista in casa Warner Music Italy. A giugno 2014 partecipa tra i Big della seconda edizione del Summer Festival con i brani Che stress e 15 agosto. A maggio 2014 apre il Mondovisione Tour di Luciano Ligabue esibendosi nuovamente a San Siro e allo Stadio Olimpico davanti migliaia di spettatori.
Il 15 luglio 2014 pubblica il terzo album Si narra di rane che hanno visto il mare contenente 9 inediti.
Il 17 luglio 2014 pubblica il videoclip di 15 Agosto, secondo singolo estratto da Si narra di rane che hanno visto il mare. Il videoclip racconta per immagini e con sguardo ironico tutti gli stereotipi dell'italiano medio in vacanza in una tipica giornata di Ferragosto.
A novembre 2014 inizia il Club Tour 2014/2015 con una serie di concerti piano e voce in giro per tutta l'Italia.
Nel marzo 2015 apre il Vivavoce Tour di Francesco De Gregori al PalaLottomatica di Roma e al Mediolanum Forum di Milano.
Il 5 giugno 2015 esce il nuovo singolo Ci sono donne speciali seguito dal videoclip.
Nel giugno 2015 il cantante partecipa al Summer Festival con il brano Ci sono donne speciali, ottenendo una nomination per il Premio RTL 102.5 - Canzone dell'estate.

### Il concept albumNoi siamo la scelta
Il 22 aprile 2016 esce il singolo Io non mi privo che anticipa il quarto album Noi siamo la scelta pubblicato il 20 maggio. Si tratta di un concept album che ruota attorno a un tema centrale, quello dei trentenni di oggi che vivono in Italia o che sono emigrati all'estero, in cerca di qualcosa che questo Paese non è in grado di offrire loro. Il videoclip di "Io non mi privo" è stato ambientato nel labirinto del Cai San Pelagio a Due Carrare (PD).
Il 6 giugno 2016 si esibisce all'arena di Verona in occasione dei Wind Music Awards.
Il 28 ottobre 2016 esce il secondo singolo Ci sono cose che ti cambiano, estratto dall'album Noi siamo la scelta.

### Simoni autore
Simoni è autore del brano Lettera interpretato da Gianni Morandi nell'album D'amore D'autore e di Davvero, brano interpretato da Loredana Bertè nell'album Libertè.

### Simoni scrittore
Il 7 febbraio 2018 Aliberti editore pubblica Un pesce rosso, due lesbiche e un camper il suo primo romanzo.

### Curiosità
Nel 2013 partecipa come giurato alla 56ª edizione dello Zecchino d'Oro.

## Discografia

### Album in studio
- 2007 – Mala tempora
- 2012 – Ci voglio ridere su
- 2014 – Si narra di rane che hanno visto il mare
- 2016 –  Noi siamo la scelta
- 2021 – Anima

### Singoli
- 2011 - Crisi
- 2012 - Non sono solo canzonette
- 2012 - Io sono io e tu sei tu (feat. Lucio Dalla)
- 2013 - Le parole
- 2013 - Ettore
- 2014 - Che stress
- 2014 - 15 agosto
- 2015 - Ci sono donne speciali
- 2016 - Io non mi privo
- 2016 - Ci sono cose che ti cambiano
- 2021 - Porno società
- 2021 - L'anima vuole (con Roberto Vecchioni)

### Videoclip
- 2012 - Non sono solo canzonette
- 2012 - Io sono io e tu sei tu
- 2013 - Le parole
- 2013 - Ettore
- 2014 - Che stress
- 2014 - 15 agosto
- 2015 - Ci sono donne speciali
- 2016 - Io non mi privo
- 2016 - Ci sono cose che ti cambiano
- 2021 - Porno società
- 2021 - L'anima vuole

### Autore per altri e collaborazioni
| Canzone                                                 | Anno | Album di provenienza |
| ------------------------------------------------------- | ---- | -------------------- |
| Io sono io e tu sei tu (Paolo Simoni feat. Lucio Dalla) | 2012 | Ci voglio ridere su  |
| Lettera scritta per Gianni Morandi                      | 2017 | D'amore D'autore     |
| Davvero scritta per Loredana Bertè                      | 2018 | LiBertè              |

## Partecipazioni al Festival di Sanremo
| Anno - Edizione (categoria)           | Brani (autori – compositori)             |
| ------------------------------------- | ---------------------------------------- |
| 2013 63ª edizione (Categoria Giovani) | Brano in gara - Le parole (Paolo Simoni) |

## Libri
Romanzi
- Un pesce rosso, due lesbiche e un camper, Aliberti Editore, 2018

## Premi e riconoscimenti
- 2007: Nomination al Premio Tenco come nuova proposta emergente dell'anno
- 2008: Finalista al Premio Tenco nella categoria miglior opera prima con l'album Mala tempora[4]
- 2009: Vincitore premio Musicultura con il brano Fiori su sassi[5]
- 2013: Premio Lunezia a Sanremo 2013 per le qualità musical-letterarie del brano Le parole[8]